# Platylomalus indicus
Platylomalus indicus är en skalbaggsart som först beskrevs av Lewis 1892.  Platylomalus indicus ingår i släktet Platylomalus och familjen stumpbaggar. Inga underarter finns listade i Catalogue of Life.